# Richard Lydekker taxonjai
Ezen a listán azok a taxon nevek szerepelnek, amelyeket Richard Lydekker (1849 – 1915) alkotott. Azok a taxon nevek, amelyek nincsenek belinkelve, manapság csak szinonimaként használtak (az alábbi lista nem teljes):

## Emlősök

### Erszényesek
- Peragale Lydekker, 1887 - Macrotis

### Ormányosok
- Elephas maximus hirsutus Lydekker, 1914 - indiai elefánt
- Elephas maximus zeylanicus Lydekker, 1907 - ceyloni elefánt
- Loxodonta cavendishi (Lydekker, 1907) - afrikai elefánt[1]
- Loxodonta orleansi (Lydekker, 1907)
- Loxodonta peeli (Lydekker, 1907)
- Loxodonta rothschildi (Lydekker, 1907)
- Loxodonta selousi (Lydekker, 1907)
- Loxodonta toxotis (Lydekker, 1907) - afrikai elefánt
- Loxodonta albertensis (Lydekker, 1907) - erdei elefánt
- Loxodonta cottoni (Lydekker, 1908) - erdei elefánt

### Páncélos vendégízületesek
- Zaedypus Lydekker, 1890 - törpe tatu
- Zaedius Lydekker, 1894 - törpe tatu

### Eulipotyphla
- Crocidura minuta Lydekker, 1902 - keleti cickány
- Neomys nanus Lydekker, 1906 - közönséges vízicickány

### Meridiungulata
- Astrapotheria Lydekker, 1894

### Párosujjú patások

#### Disznófélék
- Sus scrofa typicus Lydekker, 1900 - kontyos disznó
- Tetraconodontinae Lydekker, 1886

#### Entelodontidae
- Entelodontidae Lydekker, 1883

#### Anthracotheriidae
- Hemimeryx Lydekker, 1883
- Sivameryx Lydekker, 1883

#### Cetek
- Prosqualodon Lydekker, 1894[2]
- Prosqualodon australis Lydekker, 1894
- Idiorophus patagonicus Lydekker, 1894
- Balaenodon Lydekker, 1887 - Scaldicetus
- Hoplocetus crassidens Lydekker, 1887 - Scaldicetus caretti
- Eucetus amblydon Lydekker, 1887
- Physodon fusiformis Lydekker, 1887 - Scaldicetus caretti
- Hypocetus Lydekker 1893 - Diaphorocetus
- Paracetus Lydekker 1893 - Diaphorocetus
- Argyrodelphis Lydekker, 1894 - Notocetus

#### Tülkösszarvúak
- Oreotragus oreotragus porteousi Lydekker, 1911
- Bos acutifrons Lydekker, 1878
- Bos gaurus hubbacki Lydekker, 1907
- Bos gaurus readei Lydekker, 1903
- Bos butleri Lydekker, 1905 - banteng
- Bos porteri Lydekker, 1909 - banteng
- burmai banteng (Bos javanicus birmanicus) Lydekker, 1898
- borneói banteng (Bos javanicus lowi) Lydekker, 1912[3][4]
- Bubalus platyceros (Lydekker, 1877)
- hegyi bivaly (Syncerus caffer mathewsi) (Lydekker, 1904)
- Syncerus mathewsi (Lydekker, 1904) - hegyi bivaly
- Taurotragus selousi Lydekker, 1910 - jávorantilop
- Taurotragus pattersonianus Lydekker, 1906 - jávorantilop
- Taurotragus oryx pattersonianus (Lydekker, 1906)
- hegyi nyala (Tragelaphus buxtoni) (Lydekker, 1910)
- Capra aegagrus chialtanensis Lydekker, 1913
- Naemorhedus goral goral Lydekker, 1905
- Naemorhedus griseus evansi Lydekker, 1902
- török zerge (Rupicapra rupicapra asiatica) Lydekker, 1908
- bhutáni takin (Budorcas taxicolor whitei) Lydekker, 1907
- Kobus kob adolfi Lydekker & Blaine, 1914
- fekete mocsáriantilop (Kobus leche smithemani) Lydekker, 1900

#### Szarvasfélék
- Alces alces columbae Lydekker, 1915 - kelet-kanadai jávorszarvas
- Alces alces bedfordiae Lydekker, 1902 amuri jávorszarvas
- Cervalces scotti Lydekker, 1898
- Novaja Zemlja-i rénszarvas (Rangifer tarandus pearsoni) (Lydekker, 1903)
- félszigeti öszvérszarvas (Odocoileus hemionus peninsulae) Lydekker, 1898
- Elaphodus cephalophus fociensis Lydekker, 1904
- Elaphodus cephalophus ichangensis Lydekker, 1904
- ceyloni muntyákszarvas (Muntiacus muntjak malabaricus) Lydekker, 1915
- Cervulus bridgemani Lydekker, 1910 - kínai muntyákszarvas
- Panolia eldii siamensis (Lydekker, 1915)
- Rucervus eldii siamensis (Lydekker, 1915) - Panolia eldii siamensis
- Cervus tavistocki Lydekker, 1900 - sörényes szarvas
- MacNeill-vapiti (Cervus canadensis macneilli) (Lydekker, 1909)
- Cervus elaphus macneilli Lydekker, 1909 - MacNeill-vapiti
- afgán gímszarvas (Cervus elaphus bactrianus) (Lydekker, 1900)

#### Pézsmaszarvasfélék
- Moschus cacharensis Lydekker, 1915 - fehérhasú pézsmaszarvas

#### Palaeomerycidae
- Palaeomerycidae Lydekker, 1883

#### Zsiráffélék
- Propalaeomeryx Lydekker, 1883
- angolai zsiráf (Giraffa camelopardalis angolensis) (Lydekker, 1903)
- Rothschild-zsiráf (Giraffa camelopardalis rothschildi) Lydekker, 1903
- Thornicroft-zsiráf (Giraffa camelopardalis thornicrofti) (Lydekker, 1911)
- Giraffa tippelskirchi thornicrofti (Lydekker, 1911) - Thornicroft-zsiráf
- Hydaspitherium Lydekker, 1878
- Vishnutherium Lydekker, 1876

### Páratlanujjú patások
- északi szélesszájú orrszarvú (Ceratotherium simum cottoni) (Lydekker, 1908)

### Ragadozók
- Amphicyon palaeindicus Lydekker, 1876[5]
- Poecilophoca Lydekker, 1891 - Leptonychotes
- Aeluropus Lydekker, 1891 - Ailuropoda
- Lynx lynx wardi Lydekker, 1904 - eurázsiai hiúz

### Rágcsálók
- Leithiidae Lydekker, 1895 - pelefélék
- Leithiinae Lydekker, 1896
- Arvicola exilis Lydekker, 1910 - Arvicola scherman
- Microtus insul Lydekker, 1909 - csalitjáró pocok
- Sigmodon fervidus Lydekker, 1904 - Sigmodon toltecus
- Deomyinae Lydekker, 1889 - Deomyinae
- Limacomys Lydekker, 1894 - Leimacomys
- Aethomys alticola Lydekker, 1910 - Aethomys chrysophilus
- Triaulacodus Lydekker, 1896 - Thryonomys
- Cannabateomys Lydekker, 1892 - Kannabateomys

## Emlősszerűek
- Gorgonopsidae Lydekker, 1890

## Madarak
- Pelecanus fraasi Lydekker, 1891

## Hüllők

### Teknősök
- Notochelone Lydekker, 1889

### Pteroszauruszok
- Rhamphorhynchus jessoni Lydekker, 1890

### Ichthyoszauruszok
- Temnodontosaurus Lydekker, 1889

### Plezioszauruszok
- Peloneustes Lydekker, 1889

### Krokodilok
- Rhamphosuchus Lydekker 1886

### Mesoeucrocodylia
- Suchodus Lydekker, 1890 - Metriorhynchus

### Hüllőmedencéjűek
- Neuquensaurus australis (Lydekker, 1893)
- Microcoelus? Lydekker, 1893
- Microcoelus patagonicus? Lydekker, 1893
- Titanosaurus nanus Lydekker, 1893
- Titanosaurus australis Lydekker, 1893
- Saltasaurus australis (Lydekker, 1893 [eredetileg Titanosaurus]) - Neuquensaurus